# 김미정 (1998년)
김미정(1998년 12월 15일 ~)은 대한민국의 가수다. 2018년 EP 《2018.07》로 데뷔했다.

## 학력
- 이우학교

## 방송
- 고등래퍼 1 (2017) - Top54
- 쇼미더머니 9 (2020)